# Tinkoff-Saxo/2014
Deze pagina geeft een overzicht van de Tinkoff-Saxo-wielerploeg in 2014.

## Algemeen
Algemeen manager: Stefano Feltrin
Ploegleiders: Bjarne Riis, Bruno Cenghialta, Steven de Jongh, Fabrizio Guidi, Tristan Hoffman, Philippe Mauduit, Lars Michaelsen, Ricardo Scheidecker, Giuseppe Toni
Fietsmerk: Specialized
Budget:
Kopmannen: Nicolas Roche, Alberto Contador

## Renners

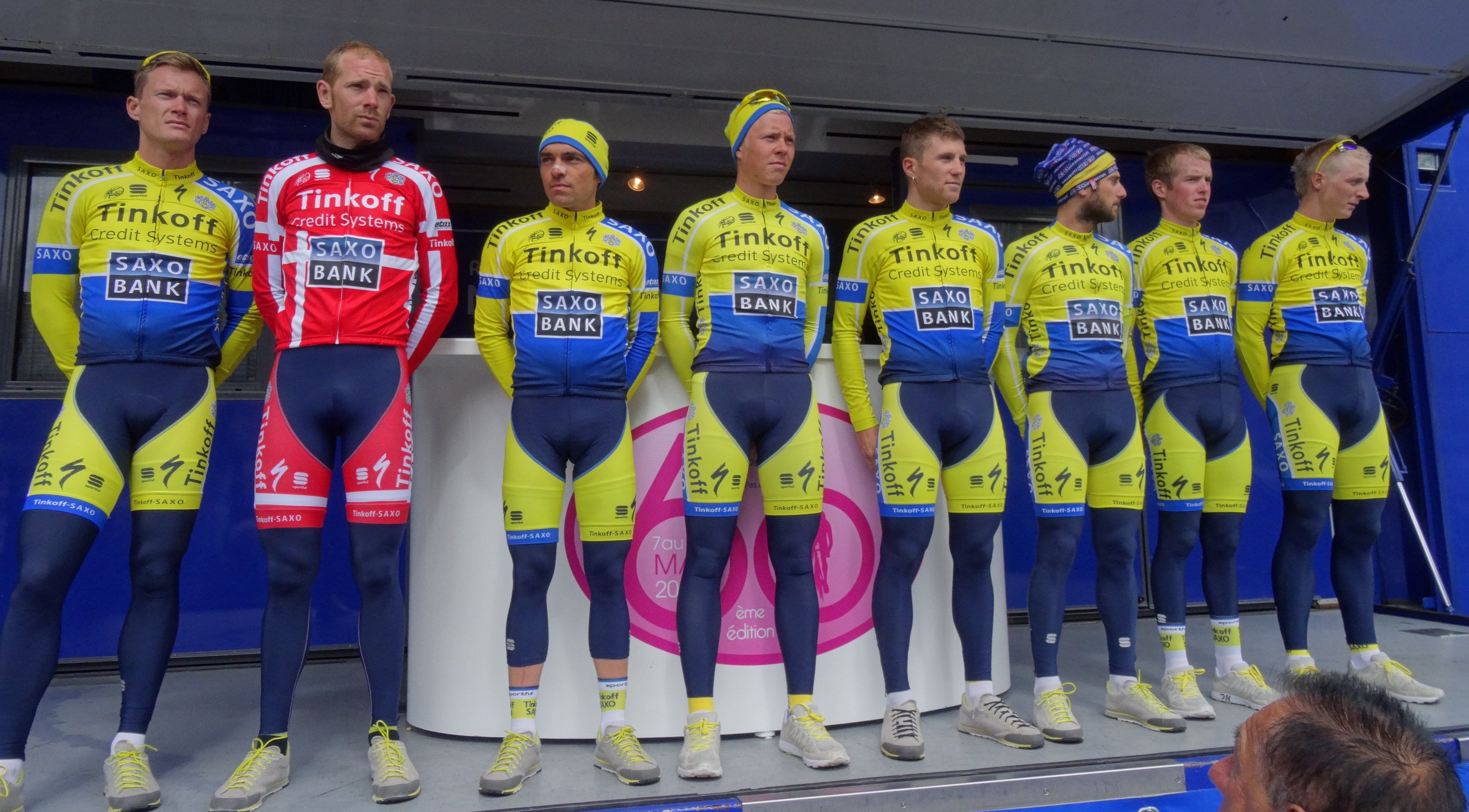

| Naam                         | Geboortedatum | Nationaliteit | Ploeg 2013                  |
| ---------------------------- | ------------- | ------------- | --------------------------- |
| Edward Beltrán (vanaf 04-03) | 18-01-1990    | Colombia      | EPM-UNE                     |
| Daniele Bennati              | 24-09-1980    | Italië        |                             |
| Manuele Boaro                | 12-03-1987    | Italië        |                             |
| Matti Breschel               | 31-08-1984    | Denemarken    |                             |
| Alberto Contador             | 06-12-1982    | Spanje        |                             |
| Jesper Hansen                | 23-10-1990    | Denemarken    | Team Cult Energy            |
| Jesús Hernández              | 28-09-1981    | Spanje        |                             |
| Christopher Juul-Jensen      | 06-07-1989    | Denemarken    |                             |
| Michael Kolář                | 21-12-1992    | Slovenië      | Dukla Trenčín Trek          |
| Roman Kreuziger              | 06-05-1986    | Tsjechië      |                             |
| Karsten Kroon                | 29-01-1976    | Nederland     |                             |
| Marko Kump                   | 09-09-1988    | Slovenië      |                             |
| Rafał Majka                  | 25-02-1990    | Polen         |                             |
| Bruno Pires                  | 15-05-1981    | Portugal      |                             |
| Jay McCarthy                 | 08-09-1992    | Australië     |                             |
| Sérgio Paulinho              | 26-03-1980    | Portugal      |                             |
| Michael Mørkøv               | 30-04-1985    | Denemarken    |                             |
| Jevgeni Petrov               | 25-05-1978    | Rusland       |                             |
| Paweł Poljański              | 05-06-1990    | Polen         | Neo                         |
| Nicolas Roche                | 03-07-1984    | Ierland       |                             |
| Michael Rogers               | 20-12-1979    | Australië     |                             |
| Ivan Rovny                   | 30-09-1987    | Rusland       | Ceramica Flaminia-Fondriest |
| Chris Anker Sørensen         | 05-09-1984    | Denemarken    |                             |
| Rory Sutherland              | 08-02-1982    | Australië     |                             |
| Nicki Sørensen               | 14-05-1975    | Denemarken    |                             |
| Matteo Tosatto               | 14-05-1974    | Italië        |                             |
| Nikolaj Troesov              | 02-07-1985    | Rusland       | Cyclingteam De Rijke-Shanks |
| Michael Valgren Andersen     | 07-02-1992    | Denemarken    | Team Cult Energy            |
| Oliver Zaugg                 | 09-05-1981    | Zwitserland   |                             |
| Stagiairs                    |               |               |                             |
| Rasmus Guldhammer            | 09-03-1989    | Denemarken    | Team TreFor                 |

### Vertrokken
| Naam                 | Team 2014                  |
| -------------------- | -------------------------- |
| Mads Christensen     | Team Cult Energy           |
| Jonas Aaen Jørgensen | Concordia Forsikring-Riwal |
| Benjamín Noval       | Gestopt                    |
| Takashi Miyazawa     | Team Nippo-De Rosa         |
| Anders Lund          | Gestopt                    |
| Jonathan Cantwell    | Drapac Cycling             |
| Timmy Duggan         | Gestopt                    |

## Overwinningen
Zesdaagse van Kopenhagen
Winnaar: Michael Mørkøv
Ronde van de Algarve
4e etappe: Alberto Contador
Tirreno-Adriatico
4e etappe: Alberto Contador
5e etappe: Alberto Contador
Eindklassement: Alberto Contador
Internationaal Wegcriterium
Jongerenklassement: Rafał Majka
Ronde van het Baskenland
1e etappe: Alberto Contador
Eindklassement: Alberto Contador
Ronde van Italië
11e etappe: Michael Rogers
20e etappe: Michael Rogers
Ronde van Noorwegen
Jongerenklassement: Jesper Hansen
Ronde van Luxemburg
2e etappe: Matti Breschel
3e etappe: Matti Breschel
Eindklassement: Matti Breschel
Puntenklassement: Matti Breschel
Ploegenklassement
Route du Sud
2e etappe: Nicolas Roche
Eindklassement: Nicolas Roche
Puntenklassement: Nicolas Roche
Ploegenklassement
Deens kampioenschap
Wegrit: Michael Valgren Andersen
Ronde van Oostenrijk
6e etappe: Jevgeni Petrov
Ronde van Frankrijk
14e etappe: Rafał Majka
16e etappe: Michael Rogers
17e etappe: Rafał Majka
Bergklassement: Rafał Majka
Ronde van Polen
5e etappe: Rafał Majka
6e etappe: Rafał Majka
Eindklassement: Rafał Majka
Ronde van Denemarken
3e etappe: Manuele Boaro
Eindklassement: Michael Valgren Andersen
Ronde van Spanje
16e etappe: Alberto Contador
20e etappe: Alberto Contador
Eindklassement: Alberto Contador
Combinatieklassement: Alberto Contador
1998 · 1999 · 2000 · 2001 · 2002 · 2003 · 2004 · 2005 · 2006 · 2007 · 2008 · 2009 · 2010 · 2011 · 2012 · 2013 · 2014 · 2015 · 2016
AG2R-La Mondiale · Astana · Belkin Pro Cycling · BMC Racing Team · Cannondale Pro Cycling Team · Team Europcar · FDJ · Garmin Sharp · Giant-Shimano · Katjoesja · Lampre-Merida · Lotto-Belisol · Team Movistar · Omega Pharma-Quick-Step · Orica-GreenEdge · Team Sky · Tinkoff-Saxo · Trek Factory Racing